# Præsidentvalget i USA 1852
Præsidentvalget i USA 1852 var det 17. præsidentvalg i USA, der blev afholdt tirsdag den 2. november 1852. Demokraten Franklin Pierce, en tidligere senator fra New Hampshire, besejrede Whigpartiets nominerede general Winfield Scott.
Den siddende whig-præsident Millard Fillmore havde overtaget præsidentposten i 1850 efter præsident Zachary Taylors død. Hans støtte til 1850-kompromiset og håndhævelsen af loven om slaver på flugt (Fugitive Slave Law) gav Fillmore vælgerstøtte i Syden og blev mødt med kritik fra vælgere i Norden. Ved Whigpartiets konvent i 1852 besejrede Winfield Scott derfor Millard Fillmore og blev partiets præsidentkandidat. Demokraterne delte sig blandt fire store kandidater ved det demokratiske konvent i 1852 . Ved den 49. afstemning vandt outsider-kandidaten Franklin Pierce nominering ved et konsensus-kompromis. Free Soil Partiet, der var imod udvidelsen af slaveriet i USA, nominerede New Hampshire Senator John P. Hale.
Med få politiske forskelle mellem de to store kandidater blev præsidentvalget i sidste ende en personlighedskonkurrence. Selvom Scott havde kommanderet i den mexicansk-amerikanske krig, tjente Pierce også. Scott havde ry for at være mod slaveriet, hvilket skadede hans chancer i Syden.
Pierce og hans vicepræsidentkandidat William R. King vandt et komfortabelt sejr, hvor de bl.a. lykkes med at vinde 27 ud af de 31 delstater. Pierce vandt den højeste andel af valgmandsstemmerne siden James Monroes vandt genvalg i 1820.
Free Soil Partiet, som i 1848 havde modtaget mere end 10% af stemmerne på nationalt plan, fik tilbagegang og modtog mindre end fem procent af stemmerne. Det overvældende nederlag og uenighed om slaveri fik efterfølgende Whigpartiet til at gå i opløsning. De medlemmer af Whigpartiet, som var modstander af slaveriet ville gå sammen med medlemmer fra Free Soil Partiet og skabe det nye republikanske parti.
Ikke før 1876 ville demokraterne på ny vinde et flertal af stemmerne på nationalt plan, og først i 1932 ville de igen vinde et flertal blandt både vælgerstemmerne og valgkollegiet.

## Yderligere læsning
- Beeler, Dale. "Valget i 1852 i Indiana." Indiana Magazine of History (1915): 301–323. online
- Blue, Frederick J. The Free Soilers: Third-Party Politics, 1848-54 (U of Illinois Press, 1973).
- Chambers, William N. og Philip C. Davis. "Parti, konkurrence og massedeltagelse: Sagen om det demokratiske partisystem, 1824-1852." i The history of American electoral adfærd (Princeton University Press, genoptrykt 2015) s. 174-197.

- Gara, Larry. Præsidentskabet for Franklin Pierce (UP of Kansas, 1991).
- Gienapp, William E. Det republikanske partis oprindelse, 1852-1856 (Oxford UP, 1987).

- Holt, Michael F. The Rise and Fall of the American Whig Party: Jacksonian Politics and the Beginning of the Civil War. (Oxford University Press, 1999).
- Holt, Michael F. Franklin Pierce: The American Presidents Series: The 14th President, 1853-1857 (Macmillan, 2010).
- Huston, James L. "The Illinois Political Realignment of 1844-1860: Revisiting the Analysis." Journal of the Civil War Era 1.4 (2011): 506-535. online

- Morrison, Michael A. "Valget i 1852." Amerikanske præsidentkampagner og valg (Routledge, 2020) s. 349-366.
- Morrill, James R. "Præsidentvalget i 1852: Dødsstød fra Whig-partiet i North Carolina." North Carolina Historical Review 44.4 (1967): 342-359 online .
- Nevins, Allan. Unionens prøvelse: En husdeling, 1852-1857. bind. 2 (1947) s. 3-42.
- Nichols, Roy Franklin . The Democratic Machine, 1850–1854 (1923) online
- Wilentz, Sean. Fremkomsten af amerikansk demokrati: Jefferson til Lincoln (2006) s. 659-667.
- Chester, Edward W A guide to political platforms (1977) online
- Porter, Kirk H. and Donald Bruce Johnson, eds. National party platforms, 1840-1964 (1965) online 1840-1956
- "A Historical Analysis of the Electoral College". The Green Papers. Hentet 17. september 2005.

## Eksterne links
- Præsidentvalg i 1852: En ressourcevejledning fra Library of Congress
- 1852 folkeafstemning efter valgdistrikter
- 1852 delstat-for-delstat Arkiveret 17. maj 2008 hos  Wayback Machine
- Oversigt over den demokratiske nationale konvent
- Oversigt over Whigpartiets nationale konvent
- Hvor tæt var valget i 1852? — Michael Sheppard, Massachusetts Institute of Technology
- Præsidentvalget i 1852: optælling af stemmer Arkiveret 23. oktober 2017 hos  Wayback Machine